# Snamăna
Snamăna – wieś w Rumunii, w okręgu Vâlcea, w gminie Runcu. W 2011 roku liczyła 22 mieszkańców.